# Zeeland (Dakota Północna)
Zeeland – miasto w Stanach Zjednoczonych, w stanie Dakota Północna, w hrabstwie McIntosh.